# 애니멀 컬렉티브
애니멀 콜렉티브(Animal Collective)는 미국 볼티모어 시 출신의 인디 록 밴드이다. 포스트 록을 비롯해 포크, 사이키델릭, 인디 팝, 일렉트로닉 등 다양한 음악 장르들을 섭렵한 독창적인 음악 세계로 높은 평가를 받고 있다.

## 개요
고등학교 동창이었던 애버리 테어, 판다 베어, 지오리스트, 디킨은 2000년 애니멀 콜렉티브를 결성하고, 첫 앨범인 "Spirit They're Gone, Spirit They've Vanished"을 자주발매한다. 이후 팻 캣 레코드에 픽업되어 2001년 "Danse Manatee", 2003년 "Campfire Songs", "Here Comes the Indian"을 차례로 발매한다. 그리고 2004년 "Sung Tongs"으로 워싱턴 포스트 지의 찬사를 받는 등, 많은 이들의 주목을 받게 되었다. 이후 2007년 영국 유명 인디 록 레이블인 도미노 레코드로 이적, 2007년 "Strawberry Jam"과 2009년 "Merriweather Post Pavilion"을 발매했다. 이 두 앨범은 좋은 평가와 더불어 전미 차트에도 오르며 상업적인 성공도 거두었다. 비록 현재 도미노 레코드에 소속되어 있긴 하지만, 밴드 소유 레이블인 Paw Tracks를 통해 멤버들의 솔로 앨범이나 다른 뮤지션들의 음반들을 발매하고 있다.

## 멤버
- Avey Tare (본명 데이빗 포트너 David Portner) - 부인은 아이슬란드 밴드 múm의 전 멤버인 Kría Brekkan이다.
- Panda Bear (본명 노아 레녹스 Noah Lennox) - 솔로 앨범인 Person Pitch은 상당히 좋은 평가를 받았다. 현재 가족들과 함께 포르투갈에 살고 있다.
- Geologist (본명 브라이언 웨이츠 Brian Weitz) - 예명은 지질학자지만, 사실 생물학을 전공했다고 한다.
- Deakin (본명 조쉬 딥 Josh Dibb) - Deaken、Deacon라 불리기도 한다.

## 디스코그래피

### 정규 앨범
- Spirit They're Gone, Spirit They've Vanished (2000) - Animal
- Danse Manatee (2001) - Catsup Plate
- Campfire Songs (2003) - Catsup Plate
- Here Comes the Indian (2003) - Paw Tracks
- Sung Tongs (2004) - 팻캣 레코드
- Feels (2005) - 팻캣 레코드
- Strawberry Jam (2007) - 도미노 레코드 (미국 72위)
- Merriweather Post Pavilion (2009) - 도미노 레코드 (미국 13위, 영국 26위)
- Centipede Hz (2012)
- Painting With (2016)
- Time Skiffs (2022)

### EP
- Prospect Hummer (2005) - 팻캣 레코드
- People (2006) - 팻캣 레코드
- Water Curses (May 6, 2008) - 도미노 레코드
- Fall Be Kind (2009) - 도미노 레코드

### 라이브 앨범
- Hollinndagain (2002) - St. Ives, Paw Tracks
- Animal Crack Box (May 11, 2009) - Catsup Plate

### 싱글
- "Who Could Win a Rabbit" (2004) - 팻캣 레코드
- "Grass" (2005) - 팻캣 레코드
- "The Purple Bottle" (2006)
- "Peacebone" (2007) - 도미노 레코드
- "Fireworks" (2007) - 도미노 레코드
- "My Girls" (2009) - 도미노 레코드
- "Summertime Clothes" (2009) 도미노 레코드